# Бурты (Кременчугский район)
Бурты (укр. Бурти) — село, Белецковский сельский совет, Кременчугский район, Полтавская область, Украина.
Код КОАТУУ — 5322480402. Население по переписи 2001 года составляло 277 человек.

## Географическое положение
Село Бурты находится на расстоянии в 2 км от села Белецковка. Рядом проходит железная дорога, станции Бурты и Платформа 280 км.